# 陳氏睡鯊
陳氏睡鯊是一種小型的睡鯊，棲息於臺灣東部太平洋海域。目前僅有發現一個樣本，發現於2017年，為一隻體長1.34米（4.4英尺）的懷孕雌性個體，且體內包含33個胚胎。